# Mathews (Louisiane)
Pour les articles homonymes, voir Mathews.
Mathews est une census-designated place de la paroisse de La Fourche, en Louisiane, aux États-Unis. 